# Heinz Friedrich Deininger
Heinz Friedrich Deininger (* 10. November 1900 in Augsburg; † 10. Oktober 1972 ebenda) war ein deutscher Historiker, Archivar und bayerisch-schwäbischer Heimatforscher. Deininger wurde vor allen Dingen über sein Augsburger Mozartbuch als Mozartforscher bekannt.

## Leben und Werk
Heinz Friedrich Deininger war der Sohn eines fürstlich Fuggerschen Verwalters. Er besuchte das Gymnasium bei St. Stephan und das Realgymnasium (Peutinger-Gymnasium) in Augsburg. Er studierte Staatswissenschaft und Geschichte an der Universität München und schloss diese Studien 1924 mit einer Promotion ab.
Von 1924 bis 1934 wirkte er als Assistent am Fugger-Archiv in Augsburg. Von 1934 bis 1965 war er Direktor des Augsburger Stadtarchivs. Er richtete während seiner Amtszeit eine zeitgeschichtliche Abteilung in letztgenanntem Archiv ein. Heinz Friedrich Deininger war von 1932 bis 1972 Vorsitzender der Bezirksgruppe Schwaben und von 1952 bis 1958 Erster Vorsitzender des Bayerischen Landesvereins für Familienkunde. Er wirkte von 1937 bis 1972 als Vorsitzender des Historischen Vereins für Schwaben. Heinz Friedrich Deininger befasste sich vorwiegend mit süddeutscher Wirtschaftsgeschichte sowie mit der Lokal- und Regionalgeschichte Augsburgs und Schwabens.
Deininger war Schriftleiter der Zeitschrift des Historischen Vereins für Schwaben, der Schwäbischen Geschichtsquellen und der Abhandlungen zur Geschichte Augsburgs. Er publizierte 1938 gesammelte Aufsätze unter dem Titel Das reiche Augsburg.